# ليتل ميسندن
ليتل ميسندن (بالإنجليزية: Little Missenden)‏ هي قرية و أبرشية مدنية تقع في باكينغهامشير في المملكة المتحدة في إنجلترا. يقدر عدد سكانها بـ 6,507 نسمة .